# شاون فریزر
شاون فریزر (به انگلیسی: Shaune Fraser) (زادهٔ ۲۹ مارس ۱۹۸۸) شناگر اهل جزایر کیمن است.